# Aviso de Instrução

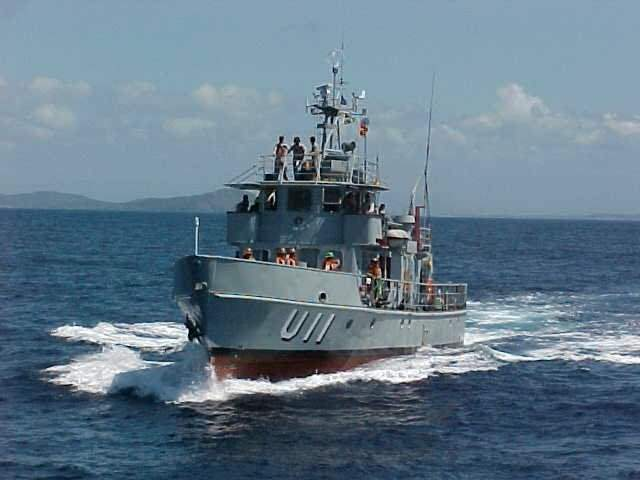
AvIn Guarda-Marinha Jansen (U-11) saindo para o mar em uma comissão de instrução para os Aspirantes da Escola Naval.

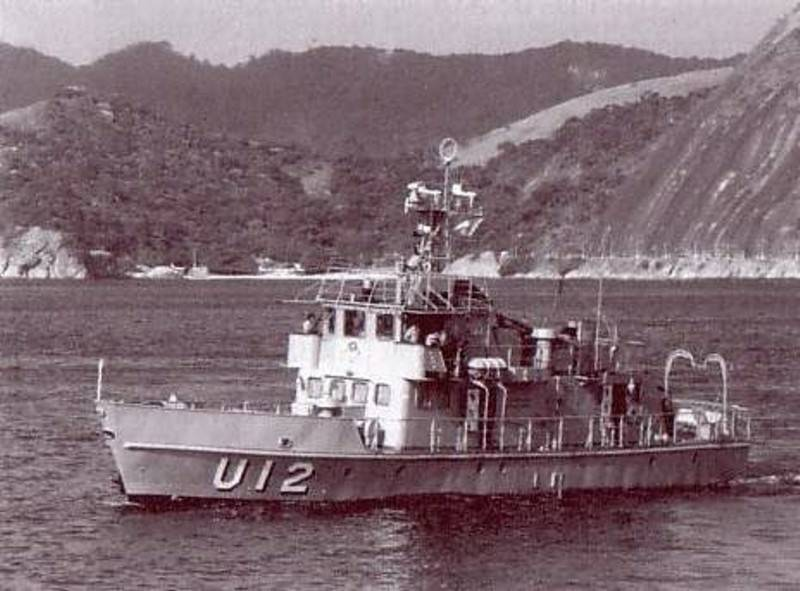
Aviso de Instrução Guarda-Marinha Brito.

Aviso de Instrução é a classificação que é dada aos navios de pequeno porte da Marinha do Brasil utilizados para treinamento aos Aspirantes a Oficiais. Estas embarcações são subordinadas a Escola Naval que é uma instituição de Ensino Superior da Marinha do Brasil. Os navios são empregados na instrução prática de navegação, manobra e operações navais.